# Northwest Passage
Northwest Passage é um filme norte-americano de 1940, do gênero aventura, dirigido por King Vidor e estrelado por Spencer Tracy e Robert Young.

## Notas sobre a produção

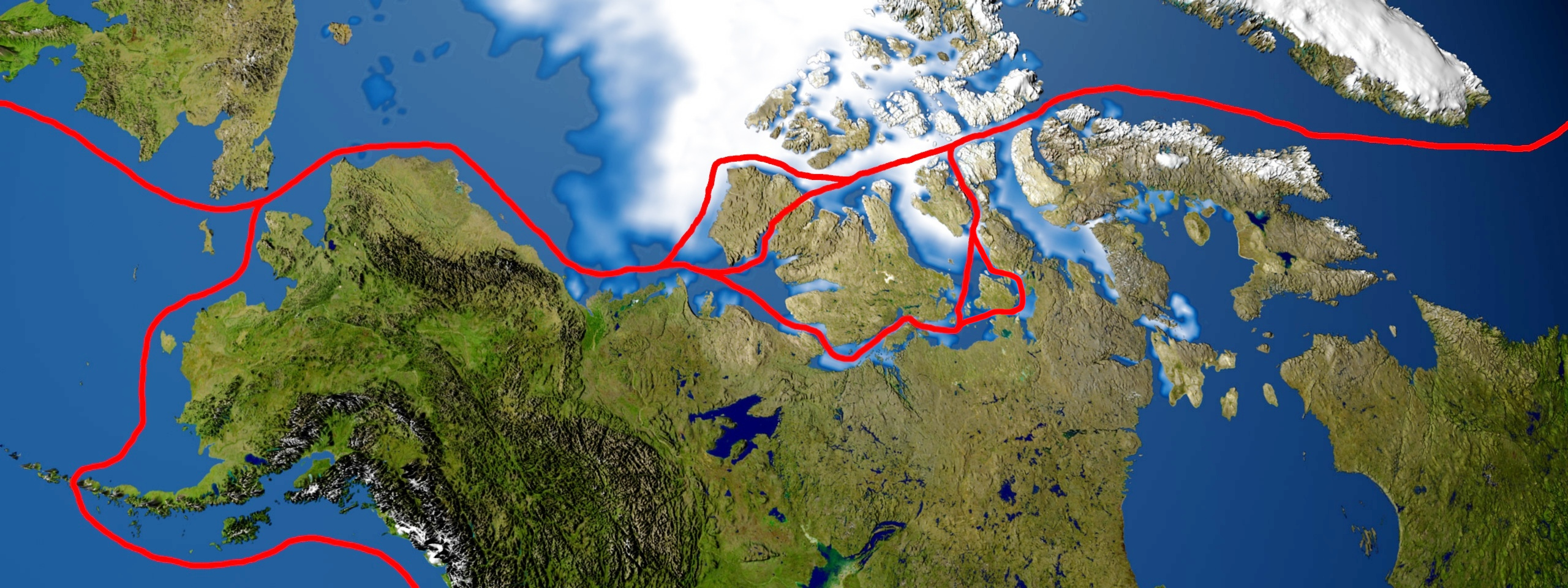
A rota conhecida como Northwest Passage, que liga o Oceano Atlântico ao Pacífico pelo norte das Américas. O norueguês Roald Amundsen foi o primeiro navegador a fazer a travessia, entre 1903 e 1906.